# 費德里柯·裴瑞拉
費德里柯·裴瑞拉（1988年6月19日—）生於聖胡安，是一名阿根廷排球運動員，曾代表國家參加2012年倫敦奧運的男子排球比賽，並未獲得獎牌。